# 시애틀
시애틀(영어: Seattle)은 미국 워싱턴주 킹군의 군청 소재지로 해안 항구 도시이다. 북미 태평양 북서부와 미국 워싱턴주에서 가장 큰 도시로 2019년 기준 753,675명의 인구가 거주하고 있으며, 미국에서 가장 빠르게 인구가 증가하고 있는 대도시이다. 시애틀 대도시권의 인구는 400만 명으로 미국에서 15번째로 큰 광역도시권을 형성하고 있다. 도시는 푸젓사운드 만과 워싱턴 호 사이 좁은 지협에 자리잡고 있고, 미국-캐나다 국경에서 남쪽으로 160km나 떨어져 있다. 시애틀은 아시아 무역을 위한 주요 관문으로, 컨테이너 처리량으로 미국에서 8번째, 북미까지 합쳐서는 9번째로 큰 항구이다.
시애틀 지역에는 백인 이주자들이 처음 발견하기까지 4,000년 전부터 아메리카 원주민들이 살고 있었다. 1853년 11월 13일 아서 A. 데니를 비롯한 이주자들은 알키 포인트에 도착했고, 이후 이 곳은 ‘데니 파티’ 라고 알려졌다. 1853년 두와미시 족과 수쿼미시 족 추장 시애틀의 이름을 따 마을에 "시애틀"이라는 이름을 붙였다.
벌목은 원래 시애틀의 주요 산업이였지만, 19세기에 들어오면서 클론다이크 골드러시 중 알래스카로 가는 관문 지역으로 상업과 조선 산업이 중심이 되었다. 1910년 이후 시애틀은 미국에서 가장 큰 도시 25위안에 들어갔다. 그러나, 이시기 대공황으로 인해 도시 경제에 큰 타격을 줬다. 세계 2차 대전 이후 보잉이 도시 근처에 대규모 공장을 지으면서 항공기 제조업도 도시의 주요 산업이 되었다. 이후 새로운 소프트웨어 산업, 생명공학, 인터넷 회사 등 기술 중심지로 떠오르며 1990년대와 2000년대 사이 50,000 명의 인구가 유입되었다. 최근 시애틀 보관됨 2022-03-07 - 웨이백 머신은 "녹색" 산업과 지속 가능한 발전의 모델로 관심을 받고있다. 또한 음악도 잘 발전한 곳으로, 인디 록과 인디 댄스 음악으로 유명하다.
시애틀은 퓨젯사운드와 태평양 사이에 위치해 있으며, 워싱턴 호가 위치해 있다. 서쪽은 올림픽 산맥이 위치해 있다. 또한 시애틀은 세계 항공 우주 산업의 핵심 보잉을 비롯해 마이크로소프트, 아마존, 스타벅스, 코스트코, 노드스트롬 등 세계에 이름을 알려진 대기업의 탄생지이다.

## 주민
| 인구조사              | 인구    | Note  | %±       |
| --------------------- | ------- | ----- | -------- |
| 1860년                | 188     |       | —        |
| 1870년                | 1,107   |       | 488.8%   |
| 1880년                | 3,533   |       | 219.2%   |
| 1890년                | 42,837  |       | 1,112.5% |
| 1900년                | 80,671  |       | 88.3%    |
| 1910년                | 237,194 |       | 194.0%   |
| 1920년                | 315,312 |       | 32.9%    |
| 1930년                | 365,583 |       | 15.9%    |
| 1940년                | 368,302 |       | 0.7%     |
| 1950년                | 467,591 |       | 27.0%    |
| 1960년                | 557,087 |       | 19.1%    |
| 1970년                | 530,831 |       | −4.7%    |
| 1980년                | 493,846 |       | −7.0%    |
| 1990년                | 516,259 |       | 4.5%     |
| 2000년                | 563,374 |       | 9.1%     |
| 2010년                | 608,660 |       | 8.0%     |
| 2019 (추산)           | 753,675 | [ 4 ] | 23.8%    |
| U.S. Decennial Census |         |       |          |

시애틀 인구의 70 퍼센트는 백인으로 독일, 아일랜드, 영국과 스칸디나비아 계통들이 많다. 아프리카계 미국인은 인구의 8 퍼센트를 차지하고, 아시아인들과 태평양 도서민들은 15%이다. 아메리카 인디언들을 인구의 대략 1%를 차지한다.

## 기후
| 시애틀 (시애틀 터코마 국제공항)의 기후                                                         | 시애틀 (시애틀 터코마 국제공항)의 기후 | 시애틀 (시애틀 터코마 국제공항)의 기후 | 시애틀 (시애틀 터코마 국제공항)의 기후 | 시애틀 (시애틀 터코마 국제공항)의 기후 | 시애틀 (시애틀 터코마 국제공항)의 기후 | 시애틀 (시애틀 터코마 국제공항)의 기후 | 시애틀 (시애틀 터코마 국제공항)의 기후 | 시애틀 (시애틀 터코마 국제공항)의 기후 | 시애틀 (시애틀 터코마 국제공항)의 기후 | 시애틀 (시애틀 터코마 국제공항)의 기후 | 시애틀 (시애틀 터코마 국제공항)의 기후 | 시애틀 (시애틀 터코마 국제공항)의 기후 | 시애틀 (시애틀 터코마 국제공항)의 기후 |
| 월                                                                                             | 1월                                    | 2월                                    | 3월                                    | 4월                                    | 5월                                    | 6월                                    | 7월                                    | 8월                                    | 9월                                    | 10월                                   | 11월                                   | 12월                                   | 연간                                   |
| ---------------------------------------------------------------------------------------------- | -------------------------------------- | -------------------------------------- | -------------------------------------- | -------------------------------------- | -------------------------------------- | -------------------------------------- | -------------------------------------- | -------------------------------------- | -------------------------------------- | -------------------------------------- | -------------------------------------- | -------------------------------------- | -------------------------------------- |
| 역대 최고 기온 °C (°F)                                                                         | 19 (67)                                | 21 (70)                                | 26 (79)                                | 32 (89)                                | 34 (93)                                | 42 (108)                               | 39 (103)                               | 37 (99)                                | 37 (98)                                | 32 (89)                                | 23 (74)                                | 19 (66)                                | 42 (108)                               |
| 일평균 최고 기온 °C (°F)                                                                       | 8.9 (48.0)                             | 10.2 (50.3)                            | 12.3 (54.2)                            | 15.2 (59.3)                            | 19.1 (66.3)                            | 21.7 (71.1)                            | 25.2 (77.4)                            | 25.3 (77.6)                            | 22.0 (71.6)                            | 15.8 (60.5)                            | 11.2 (52.1)                            | 8.3 (47.0)                             | 16.3 (61.3)                            |
| 일일 평균 기온 °C (°F)                                                                         | 6.0 (42.8)                             | 6.7 (44.0)                             | 8.4 (47.1)                             | 10.7 (51.3)                            | 14.2 (57.5)                            | 16.7 (62.0)                            | 19.5 (67.1)                            | 19.7 (67.4)                            | 17.0 (62.6)                            | 12.1 (53.8)                            | 8.1 (46.5)                             | 5.6 (42.0)                             | 12.1 (53.7)                            |
| 일평균 최저 기온 °C (°F)                                                                       | 3.2 (37.7)                             | 3.2 (37.7)                             | 4.4 (39.9)                             | 6.3 (43.3)                             | 9.3 (48.7)                             | 11.7 (53.0)                            | 13.8 (56.8)                            | 14.0 (57.2)                            | 12.0 (53.6)                            | 8.3 (47.0)                             | 4.9 (40.9)                             | 2.8 (37.1)                             | 7.8 (46.1)                             |
| 역대 최저 기온 °C (°F)                                                                         | −18 (0)                                | −17 (1)                                | −12 (11)                               | −2 (29)                                | −2 (28)                                | 3 (38)                                 | 6 (43)                                 | 7 (44)                                 | 2 (35)                                 | −2 (28)                                | −14 (6)                                | −14 (6)                                | −18 (0)                                |
| 평균 강수량 mm (인치)                                                                          | 147 (5.78)                             | 96 (3.76)                              | 106 (4.17)                             | 81 (3.18)                              | 48 (1.88)                              | 37 (1.45)                              | 15 (0.60)                              | 25 (0.97)                              | 41 (1.61)                              | 99 (3.91)                              | 160 (6.31)                             | 145 (5.72)                             | 999 (39.34)                            |
| 평균 강설량 cm (인치)                                                                          | 4.6 (1.8)                              | 5.6 (2.2)                              | 1.0 (0.4)                              | 0.0 (0.0)                              | 0.0 (0.0)                              | 0.0 (0.0)                              | 0.0 (0.0)                              | 0.0 (0.0)                              | 0.0 (0.0)                              | 0.0 (0.0)                              | 0.51 (0.2)                             | 4.3 (1.7)                              | 16 (6.3)                               |
| 평균 강수일수 (≥ 0.01 인치)                                                                    | 18.7                                   | 15.9                                   | 17.1                                   | 15.0                                   | 11.3                                   | 9.2                                    | 4.7                                    | 4.9                                    | 8.3                                    | 14.3                                   | 18.4                                   | 18.4                                   | 156.2                                  |
| 평균 강설일수 (≥ 0.1 인치)                                                                     | 1.4                                    | 1.2                                    | 0.4                                    | 0.0                                    | 0.0                                    | 0.0                                    | 0.0                                    | 0.0                                    | 0.0                                    | 0.0                                    | 0.2                                    | 1.5                                    | 4.7                                    |
| 평균 상대 습도 (%)                                                                             | 78.0                                   | 75.2                                   | 73.6                                   | 71.4                                   | 68.9                                   | 67.1                                   | 65.4                                   | 68.2                                   | 73.2                                   | 78.6                                   | 79.8                                   | 80.1                                   | 73.3                                   |
| 평균 월간 일조시간                                                                             | 69.8                                   | 108.8                                  | 178.4                                  | 207.3                                  | 253.7                                  | 268.4                                  | 312.0                                  | 281.4                                  | 221.7                                  | 142.6                                  | 72.7                                   | 52.9                                   | 2,169.7                                |
| 가능 일조율                                                                                    | 25                                     | 38                                     | 48                                     | 51                                     | 54                                     | 56                                     | 65                                     | 64                                     | 59                                     | 42                                     | 26                                     | 20                                     | 49                                     |
| 출처: 미국 해양대기청 (평년값: 1991년~2020년, 극값: 1894년~현재, 상대습도/일조: 1961년~1990년) |                                        |                                        |                                        |                                        |                                        |                                        |                                        |                                        |                                        |                                        |                                        |                                        |                                        |

## 경제

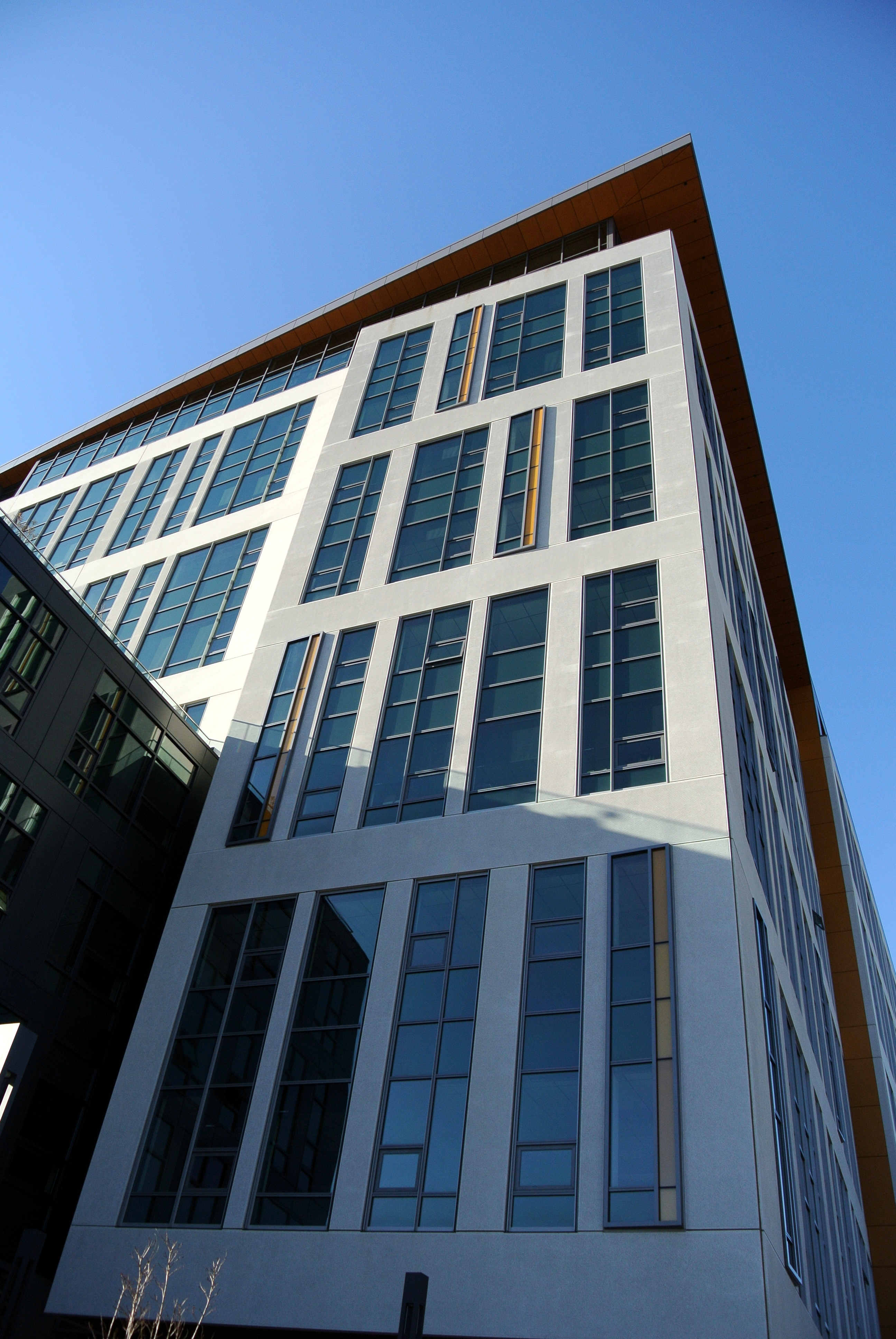
아마존의 본사 건물

### 서비스업
시애틀 지역은 태평양 북서부를 위한 주요 소매상과 보건의 중심지이다.  소매상의 주요 중심지들은 다운타운, 즉 시티의 노스게인트 몰과 외곽들에 있는 린우드의 앨더우드, 터킬라의 사우스센터와 벨뷰의 벨뷰 스퀘어 같은 몰들을 포함한다.  시애틀은 국재적 의류 소매 회사의 노드스톰의 본사이다.  시애틀의 광대한 보건소들은 많은 환자들을 끌어들인다.  제1의 의효 연구소인 프레드 허드슨 암 연구소가 시티에 있다.
다른 큰 서비스들은 정부와 군사적 활동들을  포함한다.  해군 시설은 키챕 카운티의 경제에 중요한 편이며, 육군과 공군 기지들은 피어스 카운티에서 주요 고용주들이다.

### 제조업
지역의 주요 제조품들은 항공기와 소프트웨어, 그리고 다른 컴퓨터 공급물을 포함한다.  상업적인 항공기와 우주선을 만드는 제1의 회사 보잉사가 지방에서 가장 큰 고용주이다.  보잉사는 몇몇의 회의를 가지고 킹 카운티와 스노호미스 타운티에 연구소들을 두고 있다.  많은 고단적 기술 상사들은 북서부에 있는 외곽 레드먼드에서 운영되는 데, 컴퓨터 소프트웨어 회사 마이크로소프트와 일본 비디오 게임 생산자 닌텐도의 미국 본부를 포함한다.

### 교통과 통신
킹 카운티 메트로 (King County Metro)에서 운영하는 버스가 시애틀및 킹카운티 근교노선을 운행하고 있다. 교통 혼잡을 피하기 위해서 다운타운에 5개의 지하 노선이 만들어졌는데 이중 4개 정류소는 경전철과 노선을 공유한다.
워터프론트의 수상택시는 다운타운과 Al-ki Beach를 최단시간에 연결해준다. 요금은 편도 3불이고 2시간 30분이내 왕복시 1불만 추가해서 이용할 수 있다. 다운타운과 유니언 레이크 사이엔 '스트리트카'라고 불리는 노면 전차가 다니고 있다.
그 외에 사운드 트랜짓(Sound Transit)에서는 다른 카운티및 도시를 연결하는 급행버스와 타코마, 에버렛을 연결하는 통근열차. 그리고 2009년 7월 18일 개통한 경전철(Link Light Rail)을 운영하고 있는데 특히 경전철은 시애틀 다운타운과 시애틀 타코마 국제공항을 연결해 주는 노선이다. 2016년엔 U-District까지 노선을 연장할 계획이다.
시애틀과 터코마시 중간에 위치한 시애틀 터코마 국제공항은 시택공항(Sea-Tac)이라고도 불리며 알래스카 항공이 이곳을 허브로 하고 있다. 16개의 국제노선과 미국 국내 각 주요도시를 오가는 노선이 활발하게 운행 중이다.
시애틀에는 일간 신문 "시애틀 타임스"가 있으며, 외곽들과 특별 신물들고 각 지역에서 발간된다.

## 역사

### 초기의 정착
백인 정착자들이 도착하기 전에 시애틀 지역에는 많은 인디언 종족들이 살았다.  그들은 두와미시, 스노호미시, 수쿼미시 족과 살리시 단체의 다른 인디언들을 포함한다.  1851년 아서 A. 데니가 이끄는 일리노이주에서 온 정착자들이 퓨젯사운드 앨카이 포인트(Alki point)에 타운을 설립하였다.  정착지는 오늘날 서부 시애틀의 이웃이었다.  1852년 대다수의 개척자들이 현재 다운타운 시애틀의 대지인 엘리엇 만의 동부로 이주하였다.  다음 해에 목공 헨리 예슬러는 거기에 제재소를 세웠다.  곧 시애틀은 워싱턴 주의 숲의 나무로부터 목재를 만드는 중심지가 되었고,  또한 목재를 1848년 골드러쉬가 시작된 캘리포니아주의 붐 타운들로 실어간다.
목재는 지방 경제의 기초가 되었고, 종이의 생산도 중요하게 번창하였다.  1869년 시애틀은 도시 헌장을 받았고, 1870년에는 인구가 대략 1,000명에 도달하였다.

### 철도와 번창

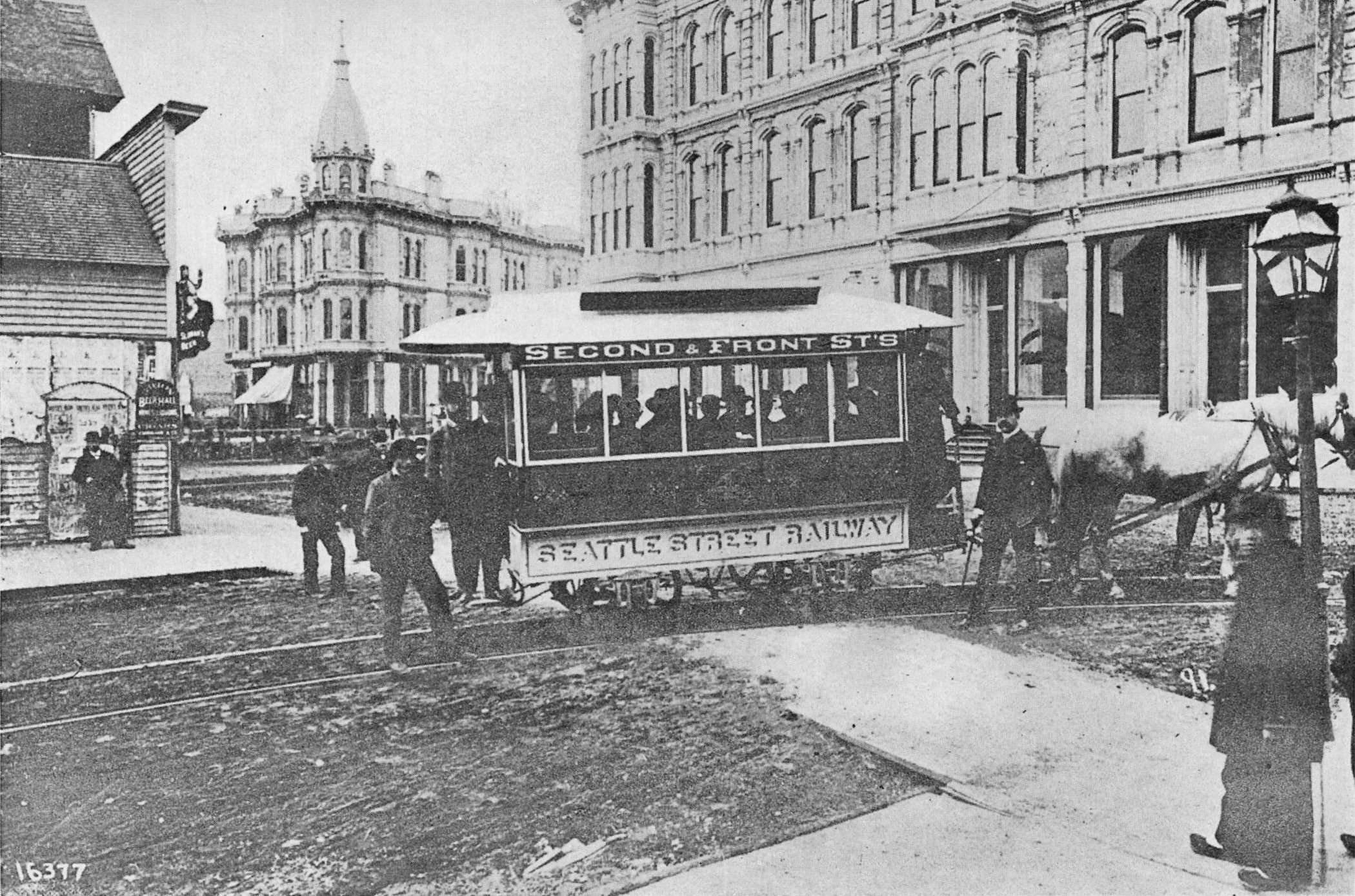
시애틀의 첫 시내 전차(1884년). 뒤에 보이는 건물들은 모두 5년 후의 화재에 의하여 파괴되었다.

미국 동부와 퓨젯사운드 지방을 연결하는 첫 철도는 1883년 노던퍼시픽 철도가 타코마로 서비스를 시작하면서 완성되었다.  철도는 정착자들을 데려왔고 지역의 자연 자원들을 위한 국내적 시장들을 열었다.  새로운 시장들은 지역의 목재와 종이 산업들의 거대한 확장으로 이끌었다.  1889년 화재가 시애틀의 비지니스 구역 대부분을 파괴시켰다.  그럼에도 불구하고, 도시의 인구는 1890년 43,000명으로 자라났다.

### 경제적 확장

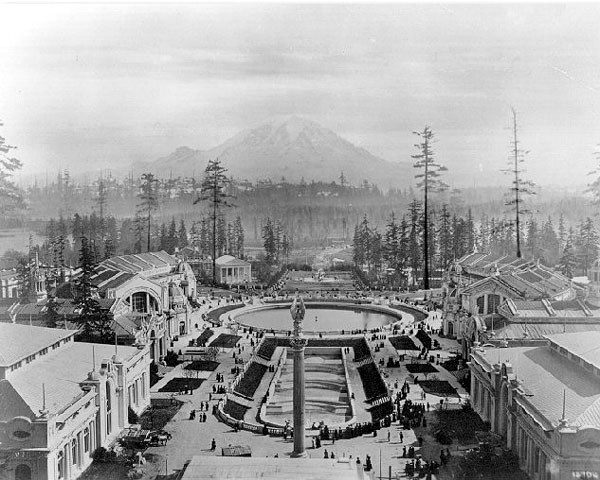
알래스카-유콘-태평양 박람회는 138일 동안 3,700만명 이상의 방문객들을 끌어들였다.

1900년대 초반까지 재목의 재제는 시애틀의 최고 경제 활동으로 유지되었다.  그러나 지역은 더 많은 다양한 경제를 발전시키기 시작하였다.  1897년과 1898년 클론다이크와 알래스카의 골드러쉬가 금 체굴로 향하는 가로길에 있던 퓨젯사운드 지방으로 수천명의 정착자들을 데려왔다.  1910년으로 봐서 시애틀의 인구가 대략 237,000명으로 올랐다.  시애틀과 터코마의 항구들이 1914년 파나마 운하의 개장 후에 국제 해운업의 중심지로 자라났다.  농업과 수산업, 특히 연어 잡이도 또한 중요하게 늘어났다.  1916년 보잉사가 지속적인 항공기 생산자가 되었다.

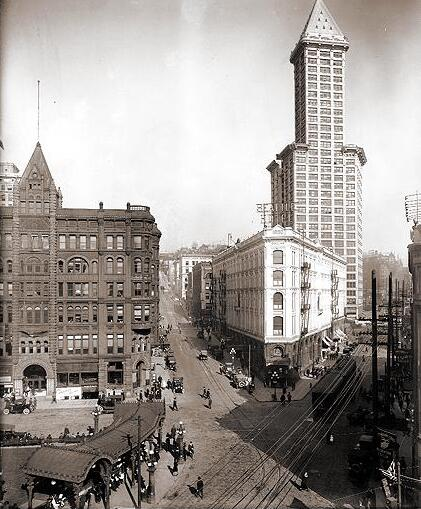
1917년 경의 파이오니어 스퀘어

1917년 제1차 세계 대전에 미국이 참전한 후 시애틀은 국방 물자들을 생산하기 시작하였다.  항공기, 목재와 해운업들이 번창하였다.  근로자들이 도시로 모여들었고 노동 조합원들이 힘을 얻었다.  1918년 전쟁이 끝난 후 조합원들은 국방 산업들이 조금의 근로자들을 필요할 것 같은 이유로 대지를 잃을 것에 근심을 가졌다.  산업 경영의 권력에 대항하는 데 60,000명 이상의 근로자들이 1919년 5일간의 파업에 들어갔다.
제2차 세계 대전 동안에 시애틀도 번영하였다.  항공기 산업이 붐을 일으키고 몇몇의 해운 회사들이 설립되었다.  산업적 쇄도가 도시로 더 많은 사람들을 끌어들였다.  인구가 1940년 368,000명에서 1950년 467,000명 이상으로 올랐다.
1962년 센튜리 21 세계 박람회가 시애틀에서 개최되어, 관광업의 진흥에 도움을 주었다.   박람회 장소와 현재 시애틀 센터라 불리는 이 대지가 아직도 한 해 마다의 민회와 관광지이다.
다른 도시에서와 같이 시애틀에서는 많은 주민들이 센트럴 시티로부터 외곽 지역으로 이주하였다.  1980년 도시의 인구는 대략 494,000명으로 떨어졌다.  1980년대 동안에 늘어났으며, 1990년 기준 516,00명으로 늘어났다.
1900년대 후반에 항공 산업에서 고용에 변동의 결과를 가져온 오르내림의 연속은 경제에 다양성을 추가하는 노력으로 이끌었다.  이 노력들은 관광업을 포함한 서비스업에 늘임을 가져왔다.  1980년대 와 1990년대에 마이크로소프트 주식회사에 의하여 이끌어진 인터넷과 컴퓨터에 관계된 비지니스들에 붐이 일어나 그 지역으로 많은 고도의 기술 근로자들을 끌었다.  1988년 시애틀에서 워싱턴 주립 집회 무역 센터와 1993년 벨뷰에서 마이든-바우어 센터의 개장이 지방에 더 많은 집회 비지니스들을 끌어들였다.

### 21세기
2000년으로 봐서 시애틀의 인구는 563,000명으로 자라났다.  2001년 2월 강한 지진이 이 지역에 광범한 재산 손해의 원인을 가져왔다.  그해 중순에는 보잉사가 시카고로 본사를 옮겼으나 보잉사는 시애틀 지역에서 큰 고용주로서 남아있다.

## 스포츠

### 야구(메이저 리그 베이스볼)
- 시애틀 매리너스 - T-모바일 파크

### 미식축구(내셔널 풋볼 리그)
- 시애틀 시호크스 - 루멘 필드

### 축구(메이저 리그 사커)
- 시애틀 사운더스 FC - 루멘 필드

### 농구(전미 여자 농구 협회)
- 시애틀 스톰 - 클라이멋 플레지 아레나

### 아이스하키(내셔널  하키 리그)
- 시애틀 크라켄 - 클라이멋 플레지 아레나

## 자매 도시
- 대전광역시, 대한민국
- 충칭, 중화인민공화국
- 경상남도 거창군, 대한민국
- 가오슝, 중화민국
- 고베, 일본
- 세부, 필리핀
- 하이퐁, 베트남
- 수라바야, 인도네시아
- 경상북도 영천시, 대한민국
- 타슈켄트, 우즈베키스탄
- 베에르셰바, 이스라엘
- 낭트, 프랑스
- 페루자, 이탈리아
- 페치, 헝가리
- 베르겐, 노르웨이
- 레이캬비크, 아이슬란드
- 몸바사, 케냐
- 크라이스트처치, 뉴질랜드

## 주요 인물
- 빌 게이츠 - 미국의 기업가. 마이크로소프트 전 회장.
- 지미 헨드릭스 - 미국의 록 가수.
- 아폴로 안톤 오노 - 미국의 쇼트트랙 선수.